# Bertus van den Oever
Bertus van den Oever  (Tilburg, 24 oktober 1942) is een voormalig Nederlandse voetballer die uitkwam voor Willem II en RKC Waalwijk.